# Schwarzwald (Naturschutzgebiet)
Das Naturschutzgebiet Schwarzwald liegt auf dem Gebiet des Landkreises Germersheim und des Rhein-Pfalz-Kreises in Rheinland-Pfalz.
Das 340,97 ha große Gebiet, das mit Verordnung vom 4. März 1997 unter Naturschutz gestellt wurde, liegt auf der Gemarkung Mechtersheim, einem Ortsteil der Ortsgemeinde Römerberg, und auf der Ortsgemeinde Lingenfeld. Der Rhein bildet die südöstliche und der Lingenfelder Altrhein die südwestliche Grenze des Gebietes.
Das Gebiet umfasst Überflutungsauen des Rheins mit Weichholz- und Hartholzbeständen, extensiv genutzte Wiesenbereiche, Altholz- und Kopfweidenbestände, Altrheingewässer und Schluten, Kiesseen, Sand-, Kies- und Schlammflächen, Flußröhrichte und Hochstaudenfluren.